# 1176
| Calendário gregoriano                                                        | 1176 MCLXXVI                                           |
| Ab urbe condita                                                              | 1929                                                   |
| Calendário arménio                                                           | 625 – 626                                              |
| Calendário bahá'í                                                            | -668 – -667                                            |
| Calendário budista                                                           | 1720                                                   |
| Calendário chinês                                                            | 3872 – 3873 Início a 12 de fevereiro (aproximadamente) |
| Calendário copta                                                             | 892 – 893                                              |
| Calendário etíope                                                            | 1168 – 1169                                            |
| Calendários hindus - Vikram Samvat - Calendário nacional indiano - Cáli Iuga | 1231 – 1232 1097 – 1098 4276 – 4277                    |
| Calendário Holoceno                                                          | 11176                                                  |
| Calendário islâmico                                                          | 571 – 572                                              |
| Calendário judaico                                                           | 4936 – 4937                                            |
| Calendário persa                                                             | 554 – 555                                              |
| Calendário rúnico                                                            | 1426                                                   |
| Calendário solar tailandês                                                   | 1719                                                   |

1176 (MCLXXVI, na numeração romana) foi um ano bissexto do século XII do Calendário Juliano, da Era de Cristo, e as suas letras dominicais foram D e C (53 semanas), teve  início a uma quinta-feira e terminou a uma sexta-feira. No reino de Portugal estava em vigor a Era de César que já contava 1214 anos.
| Ano completo                           |
| -------------------------------------- |
| Ano bissexto com início à quinta-feira |

## Nascimentos
- 23 de maio - Tomás I de Saboia, m. 1233, foi Conde de Saboia.
- Filipe da Suábia, foi duque da Suábia, m. 1208.

## Mortes
- 23 de agosto - Rokujo, 79º imperador do Japão.